# Омбе
Омбе (фр. Ambès) је насељено место у Француској у региону Аквитанија, у департману Жиронда.
По подацима из 2011. године у општини је живело 2868 становника, а густина насељености је износила 99,41 становника/km².

## Демографија
| 1962. | 1968. | 1975. | 1982. | 1990. | 2011. |
| ----- | ----- | ----- | ----- | ----- | ----- |
| 2.046 | 2.243 | 2.545 | 2.715 | 2.567 | 2.868 |